# Нож (фильм, 1991)
«Нож» — кинофильм. По мотивам произведения Рубен Фонсека.

## Сюжет
Американский фотограф, приехав в Рио, не ожидал, что попадёт в криминальную историю. Ему придётся научиться искусству владения ножом, чтобы отомстить за смерть модели, изнасилование подружки и собственное ранение.

## В ролях
- Аманда Пэйс
- Питер Койоти
- Чеки Карио — Эрмес